# 2371 Dimitrov
A 2371 Dimitrov (ideiglenes jelöléssel 1975 VR3) a Naprendszer kisbolygóövében található aszteroida. Tamara Mihajlovna Szmirnova fedezte fel 1975. november 2-án.